# ОШ „Ђура Јакшић” Шарговац
ОШ „Ђура Јакшић” је једна од основних школа на подручју града Бања Лука. Налази се на адреси Суботичка 28 у Шарговац. Име је добила по Ђури Јакшићу српском сликару, пјеснику, приповједачу, драмском писцу и учитељу.

## Историјат
Школа је основана 2. октобра 1908. године као четвороразредна Народна основна школа Шарговац. Саградили су је мјештани овог краја. Имала је једну учионицу и стан за учитеља. До изградње дјеца су се школовала у школи "Назарет" (на простору данашње касарне "Козара") У љетопису школе је записано да је први учитељ био Мато Кевић, који је уписао првих 38 ученика. Први уписани ученик у Главни именик школе био је Гојко Тодориновић. Сачуван је запис да је школу до 1945. године завршило 1264 ученика. За вријеме Првог и Другог свјетског рата школа је претрпила велику штету и насиље. Фебруара 1942. извршен је покољ на простору Дракулића, Шарговца и Мотика масакат српских цивила које су починиле хрватске усташе. Усташе су тог дана убиле више од 2300 српских цивила, од којих 551 дијете, међу којима су и 52 ђака која су убијена у основној школи Ђура Јакшић, у Шарговцу. У спомен на страдале Србе у Дракулићу је подигнуто спомен обиљежје. Послије Другог свјетског рата школа је обновљена. Имала је четири учионице (данашњи стари дио школе). Ученици су послије завршених четири разреда настављали даље школовање у школи "Милан Радман" (данашња Алекса Шантић). Школа постаје самостална 1965. године. Има централну осмогодишњу школу у Шарговцу и подручну четвороразредну школу у Дракулићу. Од 1965. школа је носила име народног хероја ОШ,"Карло Ројц". Школа је уништена у земљотресу 1969. године. У периоду обнове ученици и наставници су били евакуисани у Суботицу. Школска 1969/1970 је завршена према скраћеном програму. Школа је добила фискултурна салу (1972), школску кухињу (1975), телефон (1980), а централно гријање је уведено 1986. године. Године 1993. име школе је промијењено у ОШ "Ђура Јакшић". Од школске 2003/2004. године школа је постала деветогодишња. У школи се објављује часопис "Мој мали свијет".